# Piotr Jamukov
Piotr Mujamedovich Jamukov –en ruso, Пётр Мухамедович Хамуков– (Labinsk, 15 de julio de 1991) es un deportista ruso que compite en boxeo. Ganó una medalla de oro en el Campeonato Europeo de Boxeo Aficionado de 2015, en el peso medio.
En marzo de 2018 disputó su primera pelea como profesional. En su carrera profesional tuvo en total 7 combates, con un registro de 7 victorias y 0 derrotas.

## Palmarés internacional
| Campeonato Europeo | Campeonato Europeo | Campeonato Europeo | Campeonato Europeo |
| Año                | Lugar              | Medalla            | Categoría          |
| ------------------ | ------------------ | ------------------ | ------------------ |
| 2015               | Samokov (Bulgaria) | Medalla de oro     | 75 kg              |